# Tiosulfat d'amoni
El tiosulfat d'amoni és un compost inorgànic, del grup de les sals, que està constituït per anions tiosulfat {\displaystyle {\ce {S2O3^{2-}}}} i cations amoni {\displaystyle {\ce {NH4+}}}, la qual fórmula química és {\displaystyle {\ce {(NH4)2S2O3}}}. S'empra en fotografia com a fixador i en agricultura com adob.

## Propietats
El tiosulfat d'amoni es presenta com un sòlid blanc, amb cristalls que cristal·litzen en el sistema monoclínic. Desprèn olor d'amoníac. La seva densitat és 1,679 g/cm³. Es descompon quan se'l escalfa a 150 °C. És higroscòpic i molt soluble dins aigua, augmentant la seva solubilitat amb la temperatura (103,3 g en 100 g d'aigua a 100 °C). És lleugerament soluble en acetona i insoluble en etanol i dietilèter. No forma hidrats.

## Preparació
Es prepara per reacció de diòxid de sofre {\displaystyle {\ce {SO2}}} amb una dissolució aquosa d'amoníac {\displaystyle {\ce {NH4OH}}} i s'obté sulfit d'amoni {\displaystyle {\ce {(NH4)2SO3}}}. Aquest es fa reaccionar posteriorment amb sofre {\displaystyle {\ce {S}}} per donar el tiosulfat d'amoni:
{\displaystyle {\ce {2NH4OH + SO2 -> (NH4)2SO3 + H2O}}}{\displaystyle {\ce {(NH4)2SO3 + S -> (NH4)2S2O3}}}

## Aplicacions
S'empra en fotografia com a fixador de les imatges ja que dissol l'argent impedint que la llum segueixi reaccionant amb la pel·lícula fotogràfica. També és emprat en agricultura com a fertilitzant en dissolució.